# Laguna Del Sauce
A  Laguna Del Sauce é um lago localizado na Guatemala. Localiza-se no departamento de Suchitepéquez, Município de Santo Domingo Suchitepequez.